# Servicio de lanzas
El servicio de lanzas es la contribución pecuniaria que sustituyó a la obligación de los nobles de Castilla de aportar lanzas o soldados para las expediciones militares, según disposición de Felipe IV, del 22 de junio de 1631. Este servicio, que duraría seis años, fue perpetuado más tarde. En Indias, la cuota anual del gravamen era de 3.600 reales, con el 18% de flete y conducción a España. Por cédula del 6 de septiembre de 1773 se concedió libre facultad. a los títulos residentes en América para redimir el derecho de lanzas, entregando por una vez la cantidad de 160.000 reales de vellón en la Tesorería General o 10 000 pesos efectivos en las respectivas cajas indianas.
En el reino de Inglaterra el pago denominado scutage tenía una idéntica justificación.